# 県道151号 (台湾)
県道151号（けんどう151ごう）は、南投県竹山鎮から同県鹿谷郷下山脚を結ぶ、全長18.827kmの台湾の県道である。

## 通過する自治体
- 南投県
  - 竹山鎮
  - 鹿谷郷

## 接続する道路
- 台3線
- 県道151甲線
- 県道139号

## 施設
- 鹿谷国小学校
- 内湖国小学校
- 渓頭自然教育園区

## 支線

### 甲線
県道151号甲線（けんどう151ごうこうせん）は、南投県竹山鎮にある全長、1.116kmの台湾の県道である。

### 通過する自治体
- 南投県
  - 竹山鎮

### 接続する道路
- 台3線
- 県道151号